# 大阪府立中津支援学校
大阪府立中津支援学校（おおさかふりつ なかつしえんがっこう）は、大阪府大阪市北区中津二丁目にある特別支援学校。
小学部・中学部・高等部を設置し、医療型障害児入所施設の大阪整肢学院に入所中の児童・生徒への支援教育を行なっている。

## 沿革
大阪府立整肢学院内に1953年、大阪府立盲学校（現在の大阪府立視覚支援学校）から教員を派遣して同校の分教室を設置したことが、学校の始まりとなっている。3年後の1956年に、大阪府立養護学校（現在の大阪府立堺支援学校）が開校したことに伴い、大阪府立養護学校の分校へと移管された。
1987年には独立校となっている。
- 1953年4月 - 大阪府立整肢学院内に分教室を設置。
- 1956年4月 - 大阪府立養護学校中津分校へ改編。
- 1966年4月 - 大阪府立養護学校が大阪府立堺養護学校と改称[1]したことに伴い、大阪府立堺養護学校中津分校と改称。
- 1987年4月 - 大阪府立中津養護学校として独立開校。同時に高等部を設置。
- 2008年4月 - 大阪府立中津支援学校へ校名変更。

## 交通
- Osaka Metro御堂筋線中津駅下車、2号出口より北へ200m。
- 阪急電鉄（宝塚線・神戸線）中津駅下車、北東へ500m。